# Falcon Heights (Minnesota)
Falcon Heights è una città degli Stati Uniti d'America, situata in Minnesota, nella Contea di Ramsey.